# 田臥勇太
田臥 勇太（たぶせ ゆうた、1980年〈昭和55年〉10月5日 - ）は、日本のプロバスケットボール選手。神奈川県横浜市金沢区出身。ポジションはポイントガード。Bリーグ・宇都宮ブレックス所属。
秋田県立能代工業高等学校時代には世界ジュニア選抜に選ばれた。2004年、フェニックス・サンズの開幕ロースターに入った日本人初のNBAプレーヤーである。身長173cm、体重77kg。

## 経歴

### 生い立ち
1980年10月5日、神奈川県横浜市金沢区に生まれる。父親は植木職人。高校時代に関東大会まで進んだ母親の影響で小学校2年生（8歳）でバスケットボールを始める。ミニバスケット時代は横浜市戸塚区の矢部小学校ミニで経験を積んだ。小学校3年生からはソフトボール（ポジションはキャッチャー）も掛け持ちで始め、シニアリーグからの誘いもあるほどだったが、中学からはバスケットボールを選んだ。1993年4月、横浜市立大道中学校に入学後、1995年8月の第25回全国中学校バスケットボール大会に出場し3位。大会ベスト5に選出された。1995年、ベネッセコーポレーション（当時は福武書店）のテレビCMでパトリック・ユーイング（当時ニューヨーク・ニックス）と共演した。

### 高校時代
1996年4月、バスケットボールの名門校・秋田県立能代工業高等学校に入学後、即スタメンとなり、3年連続で高校総体、国体、全国高校選抜の3大タイトルを制し、史上初の「9冠」を達成。公式戦で敗れたのは、1年生の時の東北大会で仙台高校に敗れたわずか1回のみである（ただし、この試合で田臥は勝負の瀬戸際に5ファールで退場している）。全国高校選抜では3年連続でベスト5に選出された。高校3年生時は地元で開かれたかながわ・ゆめ国体に出場、全国高校選抜では東京体育館に1万人の観客を動員した。また、この9冠目の試合が同校で50回目の全国大会優勝でもあった。現役高校生としては史上2人目の全日本候補選手に選ばれた。
1998年、アジア・ジュニア選手権で3位となり、翌年のジュニア世界選手権に出場した。1999年1月、史上初の特別推薦で能代工業高等学校が全日本総合選手権に出場した。同年3月、ナイキ・フープサミット（全米ジュニア選抜と世界ジュニア選抜）に日本人として初めて出場した。同年7月、男子ジュニア世界選手権大会に出場し14位。

### 大学時代
2000年、NCAA2部のブリガムヤング大学ハワイ校へ留学。しかし、2年間は単位取得や怪我（椎間板ヘルニア）のためにプレイが出来なかった。初めて選手登録された2001年には、「日本のジョーダン」と紹介され、全試合に先発出場。MVPに選ばれたゲームもあった。2001年8月、ヤングメン世界選手権に出場し11位。2002年、大学を3年半で中退した。

### スーパーリーグ時代
2002年5月、スーパーリーグ・トヨタ自動車アルバルクに入団した。同年11月8日、02-03年の開幕戦新潟アルビレックス戦の第3クォーターから出場し、JBLデビュー。14分の出場で8得点、2アシスト。満員御礼となる3,323人の観客を動員した。レギュラーシーズン21試合・プレーオフ4試合すべてに出場し、通算113得点・63アシストを記録。チームの準優勝に大きく貢献し、新人王を受賞、オールスターゲームにもファン投票1位で選出された。

### アメリカ挑戦時代

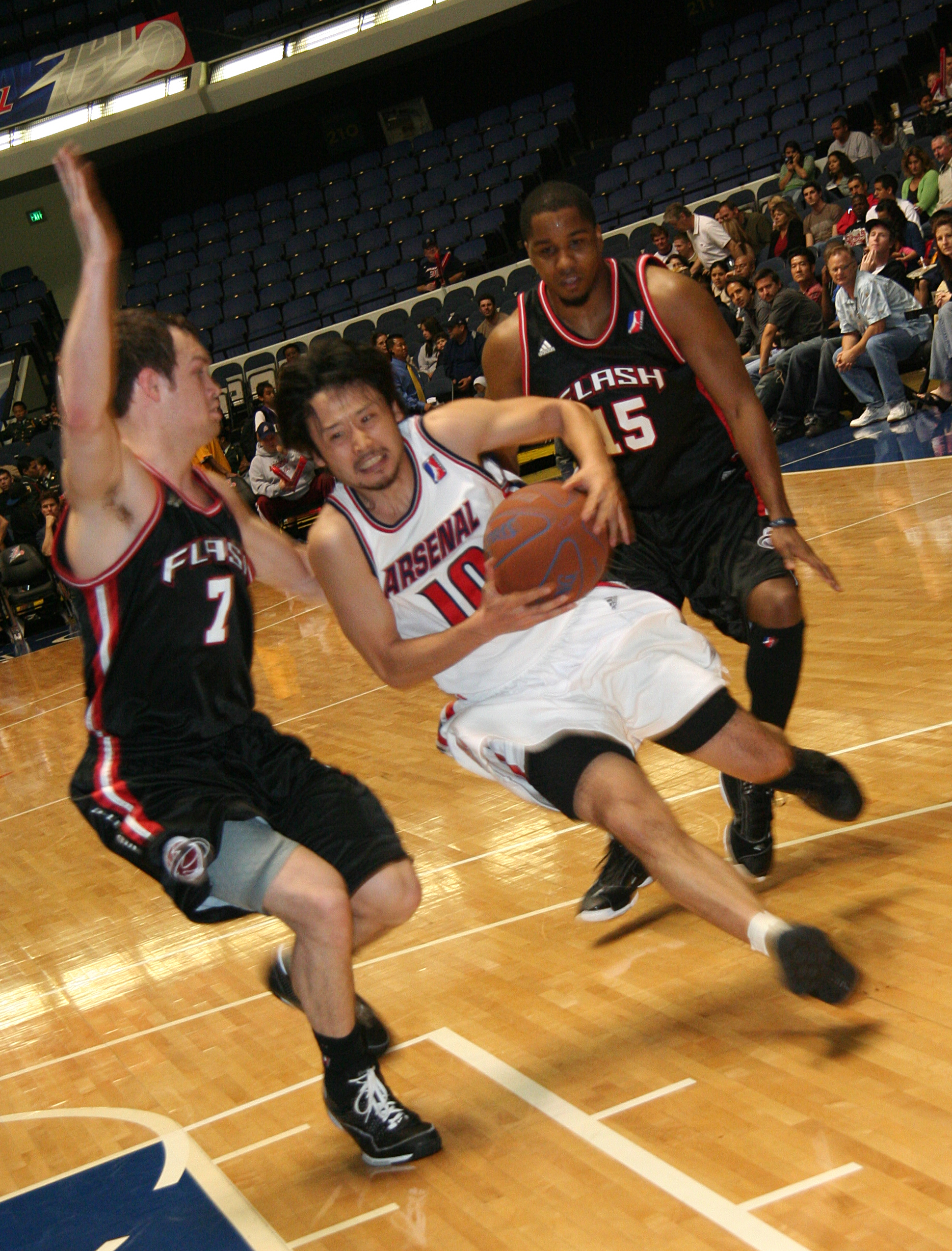
2008年アーセナル時代の田臥

2003年5月、トヨタ自動車アルバルクを退団し、同年7月、NBAダラス・マーベリックスのサマーリーグに参加した。同年9月、NBAのデンバー・ナゲッツと契約し、プレシーズン戦3試合に出場したが開幕ロースターには残れず解雇された。ナゲッツのチームメイトには田臥よりも身長の低い165cmのアール・ボイキンスがいたが、ポジションを奪うことはできなかった。同年11月、ABA（アメリカ・独立プロリーグ）のロングビーチ・ジャム・アルビレックスと契約した。ロングビーチ・ジャムではデニス・ロッドマンとも一緒にプレイした。2004年4月、ロングビーチ・ジャムで優勝を果たす。
2004年9月6日、NBAフェニックス・サンズと契約した。同年11月1日、フェニックス・サンズの開幕メンバーに登録され、日本人として初めてのNBAプレーヤーとなった（なお、日系人としては、それ以前にワッツ・ミサカこと三阪亙という日系アメリカ人選手がいた）。その後、開幕戦を含む4試合に出場した（プレー時間は合計17分、7得点3アシストであった）が、同年12月18日に解雇された。サンズでは後にシーズンMVP、アシスト王になるスティーブ・ナッシュの指導も受けた。同月、ABAのロングビーチ・ジャムと再契約し、NBAへの復帰を目指した。
2005年9月、NBAロサンゼルス・クリッパーズと契約し、プレシーズン戦7試合に出場したがシーズン開幕前の10月31日に経験不足を理由に解雇された。同年11月3日にNBA傘下のNBAデベロップメント・リーグに9巡目70位でドラフト指名され、アルバカーキ・サンダーバーズに入団した。チームの主要選手として活躍したが、シーズン後半に怪我で戦線離脱した。
2006年7月、NBAダラス・マーベリックスのサマーリーグに参加した。同年11月にNBAデベロップメントリーグのベーカーズフィールド・ジャムに3巡目11位指名を受けて入団した。ジャムの前身はABAのロングビーチ・ジャムであるため、2年ぶりの古巣復帰ともいえる。2007年11月にジャムのロースターから外れ、同リーグのアナハイム・アーセナルへ移籍した。
2008年7月、NBAニュージャージー・ネッツのサマーリーグに参加した。

### 日本復帰後

#### JBL時代
2008年8月31日、能代工時代の監督だった加藤三彦が率いるJBLのリンク栃木ブレックスに入団し、6年ぶりの国内復帰となった。
JBL 2008-09シーズンでは、アシスト王・スティール王の2冠に輝き、レギュラーシーズンのベスト5に選出された。しかしチームは5位に終わり、プレーオフに進出できなかった。2009年6月、NBAに再挑戦する意向を表明し、NBAダラス・マーベリックスから招待されたミニキャンプに臨んだが、直前の練習で右かかとを打撲し練習に参加できなかった。同年7月、2009-10年シーズンはNBAを断念し、引き続きリンク栃木でプレーすると発表した。
JBL 2009-10シーズンでは、右かかとの怪我のために開幕から1カ月以上欠場した。2009年11月28日に復帰後、レギュラーシーズンを2位で終え、チームをJBL昇格後初のプレーオフに導く。2010年4月のJBLファイナルで、それまで2連覇していたアイシンシーホースを3連勝で破り、初優勝（JBL）を果たした。田臥はチームの中心選手として活躍し、プレーオフのMVPに選出された。また、年間ベスト5賞に選出された。2010年4月、リンク栃木と来季2010-11年シーズンの契約延長に合意したと発表した。同月17日、リンク栃木の本拠地・宇都宮市での優勝パレードに参加、沿道には約1万人の市民が駆けつけた。同年7月、12年ぶりにバスケットボール男子日本代表の試合に出場した。
2010年11月、日本代表として初めて主要国際大会である第16回アジア競技大会（中国・広州）に出場、第12回アジア競技大会（広島市）以来16年ぶりのベスト4入りに貢献した。準決勝で韓国に敗れ、3位決定戦ではイランに敗れたためメダル獲得はならなかった。開催地が中国であることから各試合で激しいブーイングを受けたが、「国内ではできない経験をさせてもらっている」「相当嫌われているんだなと思うけど、見てろよ、とモチベーションになる」と感想を述べた。
JBL 2010-11シーズンでは、チームはプレーオフ圏外の6位で終わったが、東日本大震災の影響で3月11日以降の公式試合日程が中止となり、プレーオフ自体が開催されなかった。個人成績では前年よりも落ち、平均アシスト数はリーグ6位の3.35であった。しかし、ターンオーバー数は年々改善し、アシストをターンオーバーで割った数値（A/T）が前年の2.4を上回る3.5であり、安定したプレイをしていたといえる。
JBL 2011-12シーズンは、アシストは安定していたものの、3ポイント成功率が2割を下回り、平均得点も近年では最低の6.4ppgに落とし不振の年となった。
JBL 2012-13シーズンでは、平均得点は10点台と改善したが、3ポイント成功率が改善されず、アシスト、スティールともに振るわず、出場時間も減ることとなった。

#### NBL時代
2013年9月、新リーグの『ナショナル・バスケットボール・リーグ（NBL）』が始まり、引き続きリンク栃木でプレー。NBL 2013-14シーズンのオールスターゲームに選出されるとともに、ポカリスエットNBL月間MVP（11月、4月）受賞、アシスト王、スティール王、ベスト5を獲得した。
NBL 2014-15シーズンでは、高校以来のキャプテンに就任。オールスターゲームに選出されるとともに、アシスト王、ベスト5を獲得した。

#### Bリーグ時代
2016年9月、新リーグの『ジャパン・プロフェッショナル・バスケットボールリーグ（Bリーグ）』が開幕し、キャプテンとしてチームを牽引。Bリーグ 2016-17シーズンの初代王者に輝いた。また、Bリーグオールスターゲーム2017にファン投票で選出された。
2017年11月28日、日本人バスケットボール選手のパイオニアとしての日本のバスケットボール文化の発展への多大な貢献が評価され、第8回日本スポーツ学会大賞を受賞した。

## プレイスタイル
トヨタ自動車アルバルク（現アルバルク東京）や日本代表で共にプレイした折茂武彦は「勇太は欲しいところにズバッとパスがくる。他の日本人のガードとは違う目を持っている」と評している。

## 日本代表歴
- 第16回アジア競技大会（2010年）
- 第37回ウィリアム・ジョーンズカップ（2015年）
- 第28回FIBA ASIA男子バスケットボール選手権（2015年）
- FIBA男子オリンピック世界最終予選（2016年）

## 個人成績

### NBA

#### レギュラーシーズン
| シーズン | チーム | GP | GS | MPG | FG%  | 3P%   | FT%   | RPG | APG | SPG | BPG | TO | PPG |
| -------- | ------ | -- | -- | --- | ---- | ----- | ----- | --- | --- | --- | --- | -- | --- |
| 2004–05  | PHX    | 4  | 0  | 4.3 | .167 | 1.000 | 1.000 | 1.0 | .8  | .0  | .0  | .3 | 1.8 |

### NBADリーグ
| シーズン | チーム | GP  | GS | MPG  | FG%  | 3P%  | FT%  | RPG | APG | SPG | BPG | TO  | PPG |
| -------- | ------ | --- | -- | ---- | ---- | ---- | ---- | --- | --- | --- | --- | --- | --- |
| 2005-06  | ABQ    | 34  | 4  | 23.2 | .406 | .313 | .780 | 2.1 | 4.0 | 1.2 | .0  | 1.2 | 6.5 |
| 2006-07  | BAK    | 43  | 3  | 19.0 | .410 | .263 | .773 | 1.5 | 3.5 | .9  | .0  | 1.2 | 6.2 |
| 2007-08  | ANA    | 40  | 0  | 12.8 | .374 | .341 | .810 | 1.1 | 2.0 | .7  | .0  | .8  | 4.4 |
| 通算     | 通算   | 117 | 7  | 17.9 | .399 | .300 | .787 | 1.5 | 3.1 | .9  | .0  | 1.1 | 5.7 |

### JBL
| シーズン | チーム | GP | GS | MPG  | FG%  | 3P%  | FT%  | RPG | APG | SPG | BPG | TO   | PPG  |
| -------- | ------ | -- | -- | ---- | ---- | ---- | ---- | --- | --- | --- | --- | ---- | ---- |
| 2008-09  | 栃木   | 33 | 33 | 34.2 | .475 | .226 | .742 | 3.5 | 5.6 | 2.3 | 0.1 | 2.24 | 11.0 |
| 2009-10  | 栃木   | 26 | -- | 26.6 | .551 | .360 | .803 | 3.1 | 3.5 | 2.0 | 0.0 | 1.46 | 11.8 |
| 2010-11  | 栃木   | 31 | -- | 28.8 | .455 | .375 | .792 | 2.6 | 3.4 | 1.3 | 0.1 | 0.97 | 8.7  |
| 2011-12  | 栃木   | 39 |    | 20.9 | .488 | .156 | .741 | 2.3 | 2.6 | 1.2 | 0.1 | 1.5  | 6.4  |
| 2012-13  | 栃木   | 22 |    | 26.8 | .476 | .188 | .879 | 2.4 | 2.7 | 0.8 | 0.0 | 1.5  | 10.4 |

### NBL
| シーズン | チーム | GP | GS | MPG  | FG%  | 3P%  | FT%  | RPG | APG | SPG | BPG | TO  | PPG  |
| -------- | ------ | -- | -- | ---- | ---- | ---- | ---- | --- | --- | --- | --- | --- | ---- |
| 2013-14  | 栃木   | 54 |    | 32.8 | .441 | .330 | .858 | 4.2 | 5.9 | 2.0 | 0.1 | 2.1 | 15.6 |
| 2014-15  | 栃木   | 51 |    | 26.9 | .471 | .250 | .814 | 2.2 | 4.5 | 1.7 | 0.1 | 1.7 | 10.3 |
| 2015-16  | 栃木   | 50 |    | 23.7 | .484 | .310 | .826 | 2.0 | 3.3 | 1.2 | 0.0 | 1.0 | 7.0  |

### Bリーグ

#### レギュラーシーズン
| 年度     | チーム   | 所属リーグ | GP  | GS  | MPG  | FG%  | 3P%  | FT%  | RPG | APG | SPG | BPG | TO | PPG |
| -------- | -------- | ---------- | --- | --- | ---- | ---- | ---- | ---- | --- | --- | --- | --- | -- | --- |
| 2016-17  | 栃木     | B1         | 59  | 59  | 20.8 | .497 | .278 | .839 | 1.8 | 3.4 | 1.0 | .1  | .9 | 7.4 |
| 2017-18  | 栃木     | B1         | 60  | 60  | 17.9 | .477 | .136 | .862 | 1.7 | 2.7 | .8  | .0  | .8 | 5.4 |
| 2018-19  | 栃木     | B1         | 15  | 6   | 10.0 | .500 | .000 | .909 | .8  | 2.2 | .4  | .0  | .3 | 4.5 |
| 2019-20  | 宇都宮   | B1         | 13  | 13  | 9.1  | .500 | .200 | .000 | .6  | .7  | .3  | .0  | .2 | 1.6 |
| 2020-21  | 宇都宮   | B1         | 30  | 0   | 3.2  | .438 | .000 | .000 | .1  | .3  | .1  | .0  | .1 | 0.5 |
| 2021-22  | 宇都宮   | B1         | 41  | 0   | 4.5  | .452 | .333 | .800 | .5  | .2  | .1  | .0  | .2 | 0.8 |
| 2022-23  | 宇都宮   | B1         | 14  | 0   | 3.2  | .364 | .333 | .000 | .4  | .2  | .2  | .0  | .1 | 0.6 |
| B1: 通算 | B1: 通算 | B1: 通算   | 232 | 128 |      |      |      |      |     |     |     |     |    |     |

## CM出演
- ベネッセコーポレーション・進研ゼミ - 出演は中学生の時で、パトリック・ユーイングと共演した。
- 富士ゼロックス
- ナイキ
- アサヒ・スーパードライ
- JOMO
- 日本生命保険相互会社・「生きるチカラ」
- ゲータレード
- 任天堂 Wii Sports Resort
- SUBARU エクシーガ

## 著書
- 『アメリカ留学体験記 Never Too Late―今からでも遅くない』（日本文化出版 2002年12月） ISBN 978-4890840700

## その他
- 人生に影響を与えた本についてインタビューで聞かれた際には、『スラムダンク』を挙げ、高校時代にはバリバリに読んでいたと語っている[25]。その後、2016年にスラムダンクの作者・井上雄彦との対談が実現し、井上から「高校9冠を達成、のちにNBAでプレーすることも含め『漫画だから描ける』と言われそうなことを次々と現実にしてしまう。漫画家泣かせのとんでもない男」と絶賛された[26]。
- サッカー日本代表の中澤佑二と親交があり、中澤が2006 FIFAワールドカップ後に代表引退を表明していた時期、田臥のバスケットへの真摯な姿勢や情熱に感銘を受け「オレはこんなに恵まれた環境にいるのに、何をやっているんだろう。もっと挑戦しないと」と代表復帰を決意するきっかけとなった[27]。
- PS2・PSP用ゲーム『NBA LIVE 06』でエレクトロニック・アーツ社の「EAスポーツ・パートナー」として起用された。同ゲームには日本人選手として初めてFA選手として収録されたほか、日本国内向けの広告やポスター、パッケージに登場した。初回予約特典として、直筆応援メッセージの書かれたポスターおよびステッカーが用意された[28]。